# The Power of One
The Power of One is een Amerikaanse dramafilm uit 1992, geregisseerd door John G. Avildsen. De film speelt zich af in Zuid-Afrika tijdens de jaren dertig en veertig van de twintigste eeuw en is gebaseerd op de gelijknamige roman, geschreven door Bryce Courtenay. Met deze film maakte Daniel Craig zijn debuut op het witte doek.

## Verhaal
De Britse jongen P.K. is als enige blankenjongen op een Afrikaanse kostschool. Daar wordt hij gepest om zijn Engelse afkomst. Hij verliest op jonge leeftijd zijn ouders en wordt geadopteerd door een vriend van zijn opa, de Duitse pianist Doc. Als door de Tweede Wereldoorlog Doc. gevangen wordt genomen, zoekt P.K. hem regelmatig op in de gevangenis. P.K. ontmoet daar Geel Piet, die hem leert boksen.

## Rolverdeling
| Acteur              | Personage               |
| ------------------- | ----------------------- |
| Stephen Dorff       | P.K. (18 jaar)          |
| Armin Mueller-Stahl | Doc.                    |
| Morgan Freeman      | Geel Piet               |
| John Gielgud        | St. John                |
| Fay Masterson       | Maria                   |
| Alois Moyo          | Gideon Duma             |
| Marius Weyers       | Professor Daniel Marais |
| Simon Fenton        | P.K. (12 jaar)          |
| Guy Witcher         | P.K. (7 jaar)           |

## Muziek
De filmmuziek werd gecomponeerd door Hans Zimmer, daarbij gebruikt hij traditionele Afrikaanse muziek, met Lebo M in het koor.